# Paoliella harteni
Paoliella harteni är en insektsart. Paoliella harteni ingår i släktet Paoliella och familjen långrörsbladlöss. Inga underarter finns listade i Catalogue of Life.